# Santa Casilda (Michoacán)
Santa Casilda es una localidad del estado mexicano de Michoacán. Es parte del municipio de Gabriel Zamora.

## Toponimia
El nombre «Santa Casilda» hace referencia a la santa patrona de la localidad: Casilda de Toledo.

## Demografía
| Gráfica de evolución demográfica |
|                                  |

| Censo | Población |
| ----- | --------- |
| 1910  | 303       |
| 1921  | —         |
| 1930  | 200       |
| 1940  | 477       |
| 1950  | 904       |
| 1960  | 984       |
| 1970  | 1456      |
| 1980  | 1287      |
| 1990  | 1458      |
| 2000  | 1564      |
| 2010  | 1318      |
| 2020  | 1300      |